# Burg Weineck
Burg Weineck (auch Weinegg) bezeichnet eine Burgstelle am Virgl bei Bozen in Südtirol. Die ursprünglich sehr ausgedehnte, heute bis auf wenige Reste verschwundene Burg entstand im 12. Jahrhundert – der Stützpunkt des Hochstifts Trient und seiner Ministerialen im Bozner Raum wird 1165 erstmals urkundlich genannt und in einer wenig späteren Traditionsnotiz des Klosters Schäftlarn von 1170/75 als urbs qualifiziert; daher wird ein Zusammenhang mit der in etwa gleichzeitigen Gründung der neuen Marktsiedlung Bozen vermutet. Im späten 12. Jahrhundert weist Weineck mit einer durchgehend hohen Anzahl von Burgmannen, durchwegs Trienter Ministerialen z. T. höheren Ranges, eine dauernde Adelsbesatzung auf. Dies machte die Burg zum Streitobjekt im Kampf um den Bozner Raum zwischen den Trienter Bischöfen und dem Tiroler Grafen Meinhard II., der die Anlage 1292/93 im Zuge der kriegerischen Auseinandersetzungen zerstören und systematisch abtragen ließ. Über das Aussehen der Burg besteht keine Vorstellung. Die Lage der Hauptburg ist oberhalb der Kirche St. Vigil am Virgl anzunehmen, wie urkundliche Lagebezeichnungen des späten 15. Jahrhunderts („sandt Vigilien capelln under Weinegkh“) nahelegen.
Die Familie, welche die Burg einst bewohnte, bestand auch nach der Zerstörung ihres Stammsitzes fort und nannte sich weiterhin von Weineck. Ihre Mitglieder wurden im 14. Jahrhundert auch politisch aktiv und spielten eine Rolle in den Auseinandersetzungen zwischen Adelsopposition und Landesfürst. Von 1365 bis 1426 gehörte ihnen die Burg Fragenstein.